# توم ليهي (لاعب كرة قاعدة)
توم ليهي (بالإنجليزية: Tom Leahy)‏ هو لاعب كرة قاعدة أمريكي، ولد في 2 يونيو 1869 في نيو هيفن في الولايات المتحدة، وتوفي بنفس المكان في 11 يونيو 1951.

## وصلات خارجية
- توم ليهي على موقعبيزبول رفرنس.كوم (الدوري الرئيسي) (الإنجليزية)
- توم ليهي على موقعبيزبول رفرنس.كوم (الدوري الثانوي) (الإنجليزية)